# Dororejo (Tayu)
Dororejo is een bestuurslaag in het regentschap Pati van de provincie Midden-Java, Indonesië. Dororejo telt 2183 inwoners (volkstelling 2010).